# Huta-Katiujanska, Vîșhorod
Huta-Katiujanska (în ucraineană Гута-Катюжанська) este un sat în comuna Katiujanka din raionul Vîșhorod, regiunea Kiev, Ucraina.

## Demografie
Componența lingvistică a localității Huta-Katiujanska
     Ucraineană (100%)
Conform recensământului din 2001, toată populația localității Huta-Katiujanska era vorbitoare de ucraineană (100%).